# Harlow Curtice
Harlow Herbert Curtice (Flint, 1893. augusztus 15. – Flint, 1962. november 3.) amerikai autóipari vezető, aki 1953 és 1958 között a General Motors (GM) vezetője volt. A GM vezetőjeként a Time magazin 1955-ben az év emberének választotta.
Curtice a michigani Petrieville-ben született. Húszévesen csatlakozott a General Motorshoz, és 36 éves korára az AC gyújtógyertyák részlegének élére került, és a gazdasági válság idején nyereségessé tette a részleget. A GM Buick részlegének vezetőjévé választották, és az 1930-as években bővítette és nyereségessé tette a Buick termékcsaládot.
1948-ban Curtice lett a GM ügyvezető alelnöke, majd 1953-ban, amikor Charles Wilson, a GM elnöke védelmi miniszter lett, átvette az elnöki posztot. Curtice elnökletével a GM rendkívül nyereségessé vált, és az első olyan vállalat lett, amely egy év alatt 1 milliárd dolláros nyereséget ért el.
Curtice 1958-ban, közvetlenül 65. születésnapja után vonult vissza. A következő évben kacsavadászat közben véletlenül lelőtte egy barátját. 1962-ben, 69 évesen halt meg.